# In utero

Статеві органи жінки. Матка — «Uterus»

In utero («ін у́теро») — сполучення, що в перекладі з латинської мови означає «у матці». Уживають у випадку, коли мають на увазі «до народження, перед народженням». Термін широко використовують у біології.